# Bogucice (gromada w powiecie pińczowskim)
Bogucice – dawna gromada, czyli najmniejsza jednostka podziału terytorialnego Polskiej Rzeczypospolitej Ludowej w latach 1954–1972.
Gromady, z gromadzkimi radami narodowymi (GRN) jako organami władzy najniższego stopnia na wsi, funkcjonowały od reformy reorganizującej administrację wiejską przeprowadzonej jesienią 1954 do momentu ich zniesienia z dniem 1 stycznia 1973, tym samym wypierając organizację gminną w latach 1954–1972.
Gromadę Bogucice z siedzibą GRN w Bogucicach (obecnie są to dwie wsie – Bogucice Pierwsze i Bogucice Drugie) utworzono w powiecie pińczowskim w woj. kieleckim, na mocy uchwały nr 13h/54 WRN w Kielcach z dnia 29 września 1954. W skład jednostki weszły obszary dotychczasowych gromad Bogucice I, Bogucice II, Pasturka i Grochowiska ze zniesionej gminy Pińczów w tymże powiecie oraz Marzęcin ze zniesionej gminy Busko w powiecie buskim. Dla gromady ustalono 14 członków gromadzkiej rady narodowej.
Gromada przetrwała do końca 1972 roku, czyli do kolejnej reformy gminnej.